# Container (musikalbum)
Container är Hansson de Wolfe Uniteds fjärde studioalbum från 1984.
Producerad och arrangerad av Lorne de Wolfe och Dick Hansson. Medproducent: Bo Anders Larsson. Inspelad i Polar Studios, Europafilm Studios, KMH, Glenn Studio, Decibel, Studio Bastun och Nb Ög Studio. Tekniker: Bo Anders Larsson. Mixad i Studio Bastun av Bo Anders Larsson och Dick Hansson.
- Lorne de Wolfe – Text & musik, sång, bas, piano
- Dick Hansson – Text, trummor, percussion
- Claes Palmkvist – Trumpet, gitarr
- Jonas Isacsson – Elgitarr
- Anders Neglin – Piano, synthar
- Ulf Andersson – Sax
- Anders Neglin – Stråk- och blåsarr
- Jan Kohlin, Mats Hermansson, Ulf Andersson – Blåssektion på "Steget"
- Jan Bergman – Bas ad.lib. på "Ett annat hörn i samma rum"
- Per Tjernberg – Congas på "Lyx"

## Spår
1. Container (5:08)
2. Ett annat hörn i samma rum (7:22)
3. Reservdelsmänniskan (4:39)
4. Lyx (4:37)
5. Ansikte mot ansikte (5:21)
6. Steget (I'm in the mood for love) (5:10)
7. ABC (5:54)
8. Chrysantemum (5:04)